# Penya Joan Santamaria
Penya Joan Santamaria és una associació literària i cultural creada el 1940 per Joan Santamaria i Monné amb l'objectiu de mantenir, difondre i propagar la cultura, la llengua i les lletres catalanes. Convoca anualment el Premi Joan Santamaria.
Començà com a reunió d'una colla d'amics que s'aplegava, un cop al mes, malgrat el control i la persecució del franquisme, per sopar i fer tertúlia a Can Parés, a l'antic carrer de Sant Jeroni de Barcelona. Entre els assistents hi havia Artur Llorens Opisso, Joan Ballester i Canals, Rafael Tasis i Marca, Pere Català i Pic, Antoni Vergós i Massó, Rafael Dalmau i Ferreres, Ferran Soldevila, Ramon Aramon i Serra, Miquel Arimany i Heribert Barrera. Després de la mort de Joan Santamaria el 1955, la Penya adoptà el seu nom i decidí de crear un premi literari a la seva memòria: el Premi Joan Santamaria. El primer d'aquests premis fou concedit, el maig de 1956, a Mercè Rodoreda. El 1996 va rebre la Creu de Sant Jordi.

## Premi Joan Santamaria (teatre)
- 1957. Cruma de Manuel de Pedrolo
- 1958. El gos udolà a la mort. Ferran Canyameres
- 1961. La simbomba fosca de Baltasar Porcel
- 1961. Calpúrnia d'Alfred Badia
- 1965. Perdona, Franz de Joan Colomines
- 1967. La pista de Ramon Folch i Camarasa
- 1970. La petita història d'un home qualsevol de Ramon Gomis
- 1986. Cruïlla de Toni Cabré
- 1988. Estrips de Toni Cabré
- 2009. Deu congres en joc de Xavier Lauder (últim del Premi Joan Santamaria en la seva LII edició)